# Miro Longyka
Miro Longyka, slovenski telovadec, olimpijec in športni pedagog, * 22. marec 1913, † 20. februar 2008, Ljubljana.
Longyka je bil eden od telovadcev slovenske »zlate dobe«, ki so jo v letih pred drugo svetovno vojno sestavljali Leon Štukelj, Jože Primožič, Konrad Grilc, Janez Pristov, Boris Gregorka in drugi. Longyka je dosegal odlične rezultate tudi v povojnem času.
Miro Longyka je svojo športno pot začel pri Telovadnem društvu Sokol, kjer je začel trenirati gimnastiko. Kot perspektiven vsestranski športnik se je Miro kmalu začel ukvarjati tudi s skoki v vodo, kjer mu je prišlo gimnastično znanje zelo prav. Kmalu je postal član Ilirije in postal tako republiški kot državni prvak v skokih v vodo s treh metrov. Zaradi težav z očmi se je kmalu vrnil k orodni gimnastiki ter leta 1939 osvojil jugoslovansko lovoriko meč kralja Aleksandra. Nastop na olimpijskih igrah pa je Miru preprečila druga svetovna vojna.
Na olimpijadi je tako nastopil šele po vojni, ko se je z jugoslovansko reprezentanco pri svojih 35. letih udeležil poletnih Olimpijskih iger v Londonu. Ekipno je tam Jugoslavija v mnogoboju zasedla 10. mesto med 16. udeleženkami, ekipo pa so sestavljali tekmovalci: Konrad Grilc, Josip Kujundžić, Miro Longyka, Drago Jelić, Ivica Jelić, Stjepan Boltižar, Jakob Šubelj in Karel Janež. V posamičnem tekmovanju je Longyka v mnogoboju zasedel 70. mesto med 123. tekmovalci.
Leta 1950 je pri 37. letih postal državni prvak v gimnastičnem mnogoboju, istega leta pa je sodeloval tudi na svetovnem prvenstvu v Bernu v Švici. Na tem svetovnem prvenstvu je pri nastopu na drogu padel in se močno poškodoval, tako da je nehal s tekmovanji v preskoku, parterju in na bradlji.
Po prekinjeni tekmovalni karieri je postal uspešen športni pedagog. S pedagoškim poklicom je začel na osnovni šoli na Poljanah, kasneje pa je učil športno vzgojo v številnih srednjih šolah ter v šestdesetih letih postal profesor orodne telovadbe na Visoki šoli za telesno kulturo v Ljubljani. Kljub veliki priljubljenosti med študenti in velikim uspehom pri delu je moral Longyka zaradi prenizke izobrazbe zapustiti visokošolsko vzgojo in se vrniti k poučevnaju v srednjih šolah. Njegova zadnja služba je bila na srednji grafični šoli v Ljubljani. Po hudi prometni nesreči, pri kateri si je zlomil obe nogi, kolk in roko, sta se z ženo preselila v dom za ostarele na Poljanah, kjer je v 95. letu starosti Miro Longyka tudi umrl. 